# Nokia Lumia 720
Il Nokia Lumia 720 (IPA: [nɑkiə.lʊmɪɑ.sɛvən.twentɪ]) è uno smartphone prodotto da Nokia che fa parte della serie Lumia.

## Informazioni generali

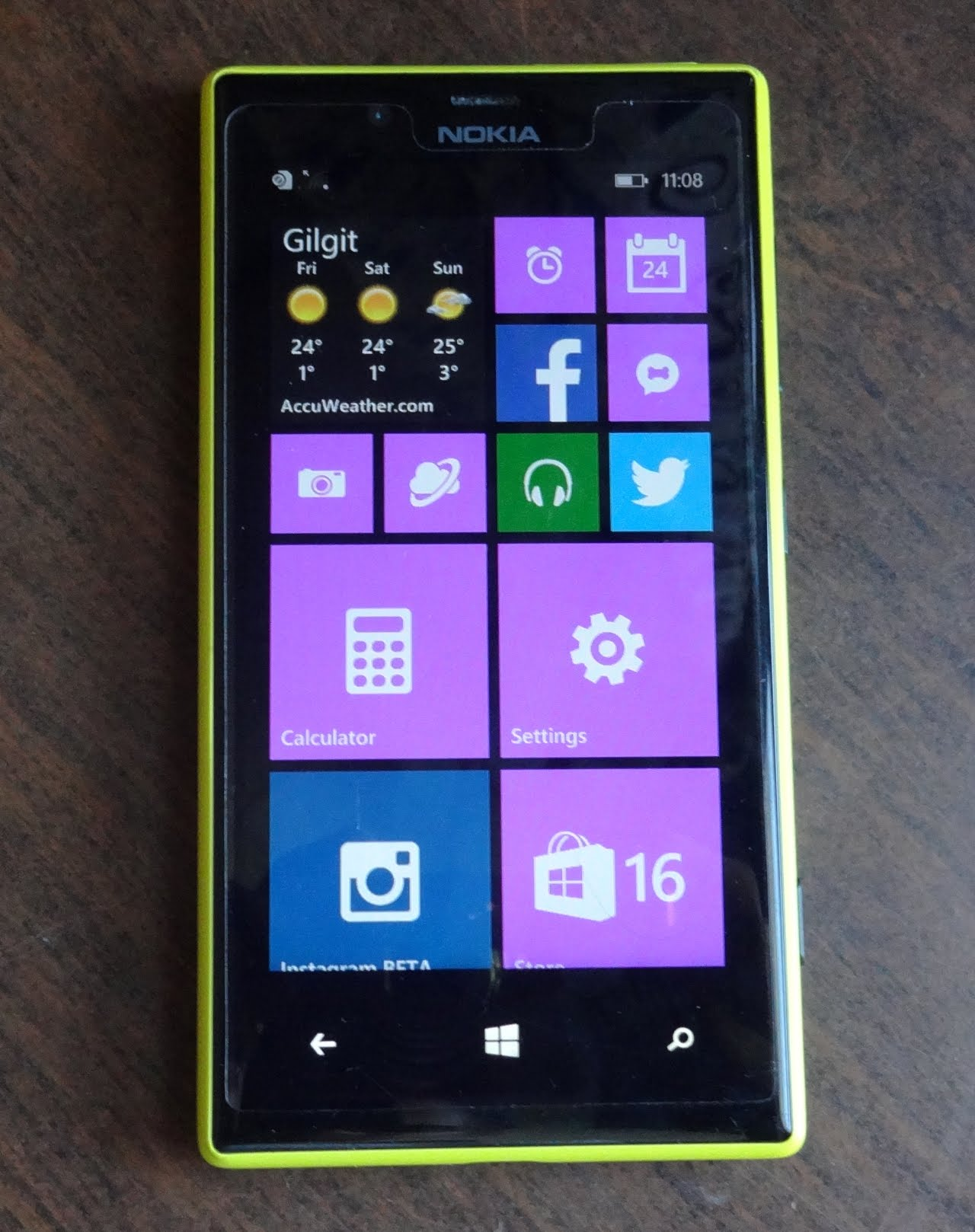

Lo smartphone Nokia Lumia 720 è stato presentato al Mobile World Congress 2013 assieme al Nokia Lumia 520, come successore del Nokia Lumia 710.
Il Lumia 720 è un leggero ed elegante smartphone di Nokia. Come i Lumia 820 e 920 è dotato della possibilità di ricarica wireless, per usufruirne è necessaria un'apposita e colorata cover acquistabile separatamente. Per quanto riguarda le altre caratteristiche questo smartphone monta processore dual core Qualcomm Snapdragon S4 a 1,0 GHz con GPU Adreno 305 e 512 MB di RAM e 8 GB di memoria interna espandibile con schede microSD fino a 64 GB.
Inoltre possiede uno schermo di tipo Clear Black per una migliore leggibilità anche sotto la luce diretta del sole e Super Sensitive Touch per utilizzarlo anche con i guanti ed un resistentissimo schermo Gorilla Glass 2 arrotondato.
A differenza degli altri Windows Phone 8 non prodotti da Nokia, Nokia Lumia 720 viene venduto anche con delle app esclusive sviluppate da Nokia come HERE Maps per utilizzare le mappe anche in modalità offline, HERE Drive, HERE Transport, HERE City Lens, Creazione Suoneria, Foto Effetto Cinema, etc. Leggero, solido e forte di una scocca curata fin nei minimi particolari, tanto da non temere confronti con terminali ben più costosi.
Punto di forza è il reparto multimediale che vanta una fotocamera posteriore con ottica Carl Zeiss che funziona anche in condizioni di scarsa luce. Inoltre presente una fotocamera anteriore grandangolare in HD. L'ottica può fregiarsi del brand Carl Zeiss ed utilizza un obiettivo con un'apertura f 1.9 che trova ben pochi eguali in ambito smartphone.
Presenti inoltre filtri digitali esclusivi per rendere l'esperienza multimediale più coinvolgente. Smart Shoot è la funzionalità che permette di fare più scatti con un solo clic e di modificare le immagini per avere la foto perfetta. La modalità Panorama permette invece di scattare foto in modalità panoramica, particolarmente utile per i paesaggi.
La famiglia di smartphone Nokia Lumia permette di visualizzare, modificare, creare e condividere senza problemi i documenti di Microsoft Office. Sono disponibili gratuitamente e già preinstallati sul Lumia 720 i programmi Word, Excel, PowerPoint. Presente inoltre uno dei migliori client email per smartphone, i calendari condivisi con Microsoft for Exchange e OneNote per gestire al meglio gli appunti.
Con Windows Phone 8 è possibile personalizzare al massimo il Nokia Lumia 720 organizzando le applicazioni da avere nella schermata iniziale grazie alle Live Tiles, con cui è possibile ricevere informazioni in tempo reale dalle applicazioni installate.
In definitiva si può dire che il Lumia 720 è uno smartphone che punta sulla qualità e allo stesso tempo sulla praticità.

## Caratteristiche e applicazioni esclusive
- ClearBlack Display che ne permette l'utilizzo anche sotto la luce diretta del sole.
- Cover colorate applicabili che permettono la ricarica wireless dello smartphone.
- Fotocamera posteriore di 6,7 megapixel con autofocus e flash LED con le esclusive lenti Carl Zeiss per donare effetti particolari e originali alle foto.
- Fotocamera anteriore in HD grandangolare per fare foto e videochiamate su Skype
- Ampio display da 4,3 pollici.

Molte sono inoltre le applicazioni esclusive sviluppate da Nokia:
- HERE Maps sviluppata da Nokia che permette l'utilizzo delle mappe anche in modalità offline e ti aiuta a scegliere facilmente il miglior percorso per raggiungere la tua destinazione, suggerendoti anche in che modo arrivarci, se a piedi, in auto o con un mezzo pubblico attraverso HERE Drive o HERE Transport.
- Foto Effetto Cinema che aggiunge movimenti alle immagini statiche.
- Nokia Musica con Mix Radio che permette di ascoltare e scaricare gratuitamente oltre 150 mix playlist già disponibili oppure di crearne di personalizzate.
- Smart Shoot, che consente di creare la foto di gruppo perfetta, catturando immagini multiple e selezionando le migliori espressioni del viso.
- PhotoBeamer con cui è possibile far diventare il proprio Lumia un proiettore portatile.[7]
- Nokia Place Tag per far diventare le proprie immagini delle cartoline elettroniche con informazioni quali meteo, luogo, etc.
- Creazione Suoneria per personalizzare la suoneria del proprio smartphone.[8]

## Recensioni
- Telefonino.net[9]
- HdBlog.it[10]
- Ciao.it[11]
- TestFreaks.it[12]
- InsideHardware.it[13]